# 越後川口サービスエリア

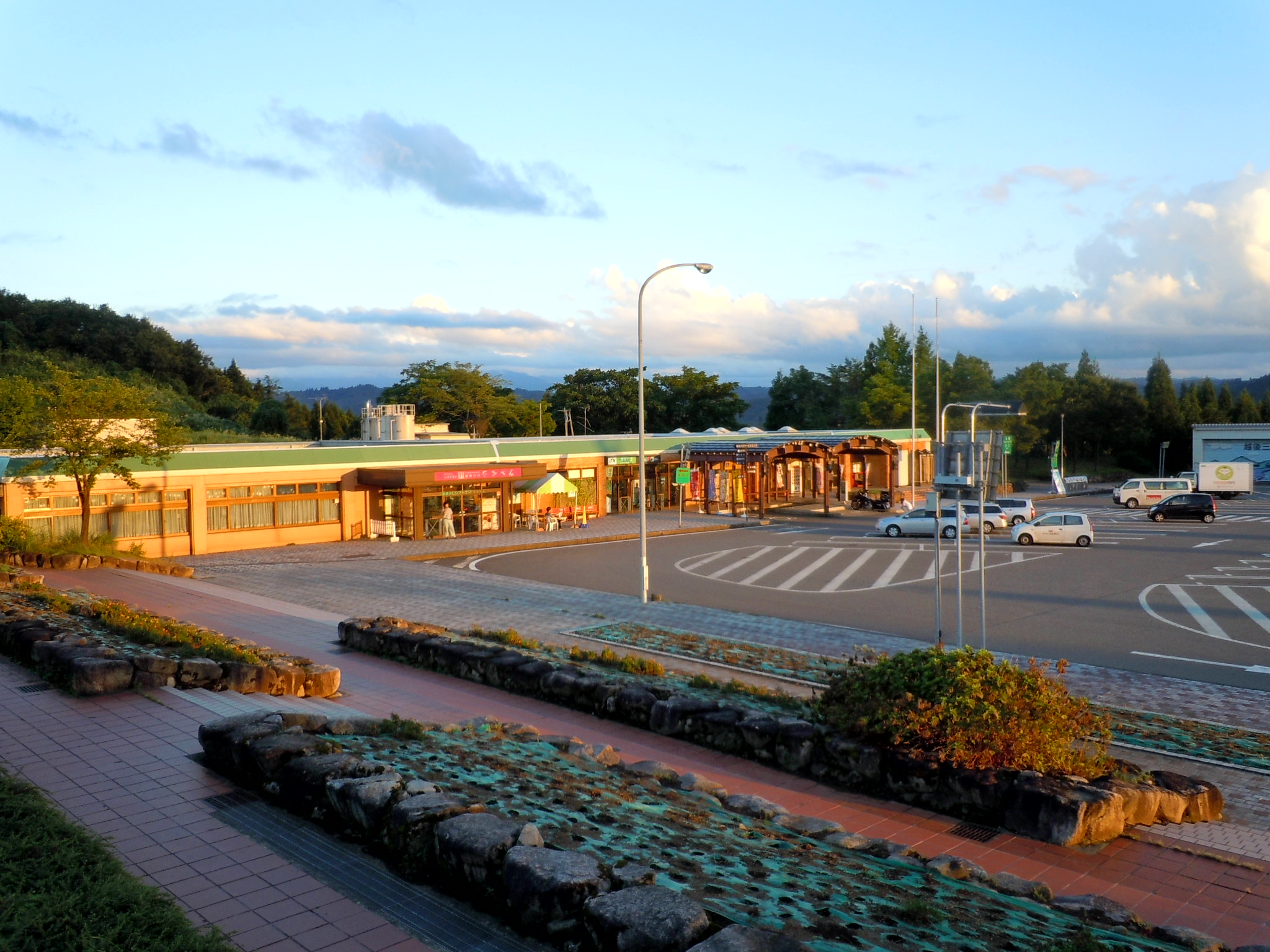
越後川口サービスエリア（下り線）

越後川口サービスエリア（えちごかわぐちサービスエリア）は、新潟県長岡市西川口にある関越自動車道のサービスエリア。
越後川口ICに併設されている。練馬方面・長岡方面共にSAからICに出ることはできるが、ICからSAに入ることはできない。
上り線（練馬方面）のレストランを越後交通が営業しているため、東京 - 新潟線・東京 - 上越線の各高速バスが上下線とも休憩を行う。

## 道路
- E17 関越自動車道

## 施設

### 上り線（東京方面）
- 駐車場
  - 大型 20台
  - 小型 90台
- トイレ
  - 男性 大5（和式1・洋式4）・小15
  - 女性 15（和式3・洋式12）
    - 同伴の男児用 1

  - 車椅子用 1
  - オストメイトトイレ
- ガソリンスタンド（apollostation（東日本宇佐美）、24時間）[2]
- 給電スタンド（24時間）
- レストラン（越後交通、7時-21時）
- スナックコーナー（越後交通、24時間）
- アイスクリーム『FRORY』（8時-17時）
- ベーカリーコーナー（8時30分-19時（平日）、8時30分-19時30分（土日祝））
- 野菜・米販売（8時30分 - 19時（平日）、8時30分-19時30分（土日祝））
- 宅配サービス（8時30分 - 19時（平日）、8時30分-19時30分（土日祝））
- ティーサービス（24時間）
- ショッピングコーナー（越後交通、24時間）
- ハイウェイ情報ターミナル
- 自動販売機
- 携帯電話充電器
- インフォメーション（9時-17時）
- FAXサービス（9時-17時）
- ベビーコーナー（24時間）
- 喫煙室（24時間）
- 休憩所
- エリアスタンプは小千谷の錦鯉である。

### 下り線（長岡方面）
- 駐車場
  - 大型 22台
  - 小型 70台
- トイレ
  - 男性 大5（和式1・洋式4）・小15
  - 女性 15（和式3・洋式12）
    - 同伴の男児用 1

  - 車椅子用 1
- ガソリンスタンド（ENEOS（(株)ENEOSウイング）、24時間）[3]
- 給電スタンド（24時間）
- レストラン（高崎弁当（たかべん）、7時-21時）
- スナックコーナー（たかべん、24時間）
- 柿の種コーナー（8時-18時30分（平日）、7時30分-18時30分（土日祝））
- 小千谷そば お土産コーナー（8時-18時30分（平日）、7時30分-18時30分（土日祝））
- 宅配サービス（8時-18時30分（平日）、7時30分-18時30分（土日祝））
- ショッピングコーナー（たかべん、24時間）
- ハイウェイ情報ターミナル
- 自動販売機
- 携帯電話充電器
- インフォメーション
- ティーサービス（24時間）
- FAXサービス（9時-17時）
- 休憩所
- エリアスタンプは山古志の角突きである。

## 隣
E17 関越自動車道
(18-1)堀之内IC/PA - (19)越後川口IC/SA - (20)小千谷IC